# Achilleio
Achilleio (in greco Αχίλλειο?) è un ex comune della Grecia nella periferia delle Isole Ionie (unità periferica di Corfù) con 10 319 abitanti secondo i dati del censimento 2001.
È stato soppresso a seguito della riforma amministrativa, detta Programma Callicrate, in vigore dal gennaio 2011 ed è ora compreso nel comune di Corfù.

## Località
Achilleio è suddiviso nelle seguenti comunità:
- Gastouri,
- Kynopiástai,
- Virós,
- Pérama,
- Benítses,
- Káto Garoúna,
- Kastellánoi.

## Achilleion
L'Achilleion o Achilléon (in greco ?moderno : Αχίλλειο / Achíllio), è un palazzo neoclassico nel territorio del villaggio di Gastouri.
Fu fatto erigere alla fine del XIX secolo dall'imperatrice Elisabetta d'Austria-Ungheria, all'architetto  Raffaele Caritto, in onore dell'eroe omerico Achille. Passato poi al Kaiser Guglielmo di Germania, che lo fece ampliare, finì poi nelle mani di diversi proprietari, e conseguentemente di utilizzo, più volte, incluse requisizioni di eserciti occupanti durante le due guerre mondiali, oggi accoglie sporadicamente vertici europei, come è stato per la firma del Trattato di Corfù nel 1994, ma è soprattutto museo.